# Cutumay Camones
Cutumay Camones fue una banda de El Salvador, formada en 1982. Su objetivo establecido era recuperar las raíces culturales salvadoreñas y proveer de música popular al movimiento de liberación nacional.
En mayo de 1982, Cutumay Camones se formó por una directiva de la Armada Revolucionaria del Pueblo de El Salvador, como parte del FMLN, como embajadores culturales para el movimiento de liberación nacional. El nombre proviene del nahuatl de una ciudad de Santa Ana, donde el FMLN tuvo un levantamiento en enero de 1981.
El grupo estaba compuesto de tres miembros originalmente: Eduardo, Gabino y Ricardo, y dos meses después Paco, Teresa e Israel se unieron. En 1984, Lolo también se adhirió, y eventualmente el grupo consistía de cinco miembros permanentes: Lolo, Paco, Israel, Eduardo y Teresa. Excepto por Eduardo e Israel ninguno de los miembros eran músicos antes de juntarse. Cutumay Camones usó distintos ritmos como la cumbia de son clásica y rancheras, e instrumentos como marimba, acordeón y guitarrón.
En 1988, el grupo se separó oficialmente. Lolo dejó El Salvador en 1990 y más tarde tocó en la banda Los Jornaleros del Norte. Comenzó una familia y tiene una hija llamada Alejandra. Paco fue asesinado en 1996 por la Policía Nacional Civil, y Eduardo murió en 2007 de cáncer.
En 2012, Teresa de Cutumay Camones se unió con los miembros de otro grupo musical revolucionario salvadoreño de la década de 1980, Guinama, para formar un nuevo grupo. La fusión de estas bandas históricas fue llamada Cutumay Guinama. Su misión es mantener presentes las memorias de los sacrificios hechos por libertad durante la guerra civil, y continuar promoviendo el cambio social con sus nuevas grabaciones.

## Discografía
- Vamos Ganando La Paz (1982)
- Por Eso Luchamos (1984)
- Patria Chiquita Mía (1987)
- Llegó la Hora (1988)[1]
- El Salvador, un Canto por la Memoria de Eduardo y Paco Contra la Explotación Minera

Incluye tres canciones: "Bolívar", grabada en Venezuela en su primer "Festival de la canción bolivariana" con la ayuda de Alí Primera; "Primer instrumental" una colección de música tradicional en marimba; y "Palomita Blanca" grabada en la primera Unión Soviética.